# Francis Moore
Francis William "Dinty" Moore, född 29 oktober 1900 i Port Colborne i Ontario, död 21 januari 1976 i Morgan's Point i Ontario, var en kanadensisk ishockeyspelare.
Moore blev olympisk silvermedaljör i ishockey vid vinterspelen 1936 i Garmisch-Partenkirchen.